# Engelbert Jarek
Engelbert Jarek (Rokittnitz, Németország, 1935. június 7. – 2017. augusztus 23.) lengyel labdarúgócsatár, edző.

## Pályafutása

### Klubcsapatokban
A pályafutását 1947-ben a Górnik Rokitnicában kezdte, már 15 évesen ennek a klubnak a felnőtt csapatában játszott. Egy izbickói műszaki iskolába járt, ahol agronómus-technikusként végzett. Az iskola elvégzése után Ogniwo Nysa klubhoz került.

#### Odra Opole
1954-ben az Odra Opole-ba (akkor Budowlani) került, ahol egy év játék után feljutottak az első ligába, és a második liga gólkirálya lett (19 góllal). Összesen 578 mérkőzést játszott és 456 gólt szerzett (91-et az első ligában). Az első osztály 13 szezonjában lépett pályára. Utolsó meccsét az Odra színeiben 1969. október 26-án a Ruch Chorzów elleni bajnoki mérkőzésen játszotta. Pályafutása befejezése után edzőként dolgozott az Odrában.
Az Ekstraklasa rekordere a hiba nélkül végrehajtott büntetőrúgások számában (18 sikeres kísérlettel,  egyetlen hibát sem vétve).

### A válogatottban
1958 és 1962 között három alkalommal szerepelt a lengyel válogatottban és egy gólt szerzett. Utolsó mérkőzését 1962. április 15-én játszotta Casablancában a Marokkó elleni 3–1-re megnyert mérkőzésen. Az 1960-as római olimpiára is bekerült a keretbe, de nem lépett pályára.

## Sikerei, díjai

### Klubcsapatban
Odra Opole
- Ekstraklasa 3. hely: 1964
- Lengyel kupa elődöntő: 1955, 1962, 1968
- Intertotó-kupa elődöntő: 1964
- „Sport” szerkesztőségi kupa: 1957

### A válogatottban
Lengyelország
- Részvétel az 1960-as római olimpián

### Egyéni
- Lengyel másodosztály gólkirálya: 1955 (19 gól)

## Magánélete
1977-ben végleg Németországba költözött. Sinzigben élt, ahol többek között gyerekeket edzett egy helyi klubban. Megnősült, két gyermeke született: Sylvia lánya és Artur fia.

## Fordítás
- Ez a szócikk részben vagy egészben  az   Engelbert Jarek című lengyel Wikipédia-szócikk ezen változatának fordításán alapul.  Az eredeti cikk szerkesztőit annak laptörténete sorolja fel. Ez a jelzés csupán a megfogalmazás eredetét és a szerzői jogokat jelzi, nem szolgál a cikkben szereplő információk forrásmegjelöléseként.